# Émile Henry

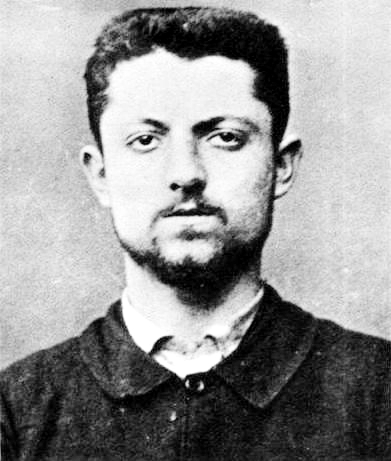
Émile Henry

Émile Henry (* 26. September 1872 in Barcelona; † 21. Mai 1894 in Paris) war ein französischer Anarchist, dem einige Attentate zur Last gelegt wurden und der wegen eines Bombenanschlags auf das Café Terminus in Paris mit 21 Jahren guillotiniert wurde.

## Leben

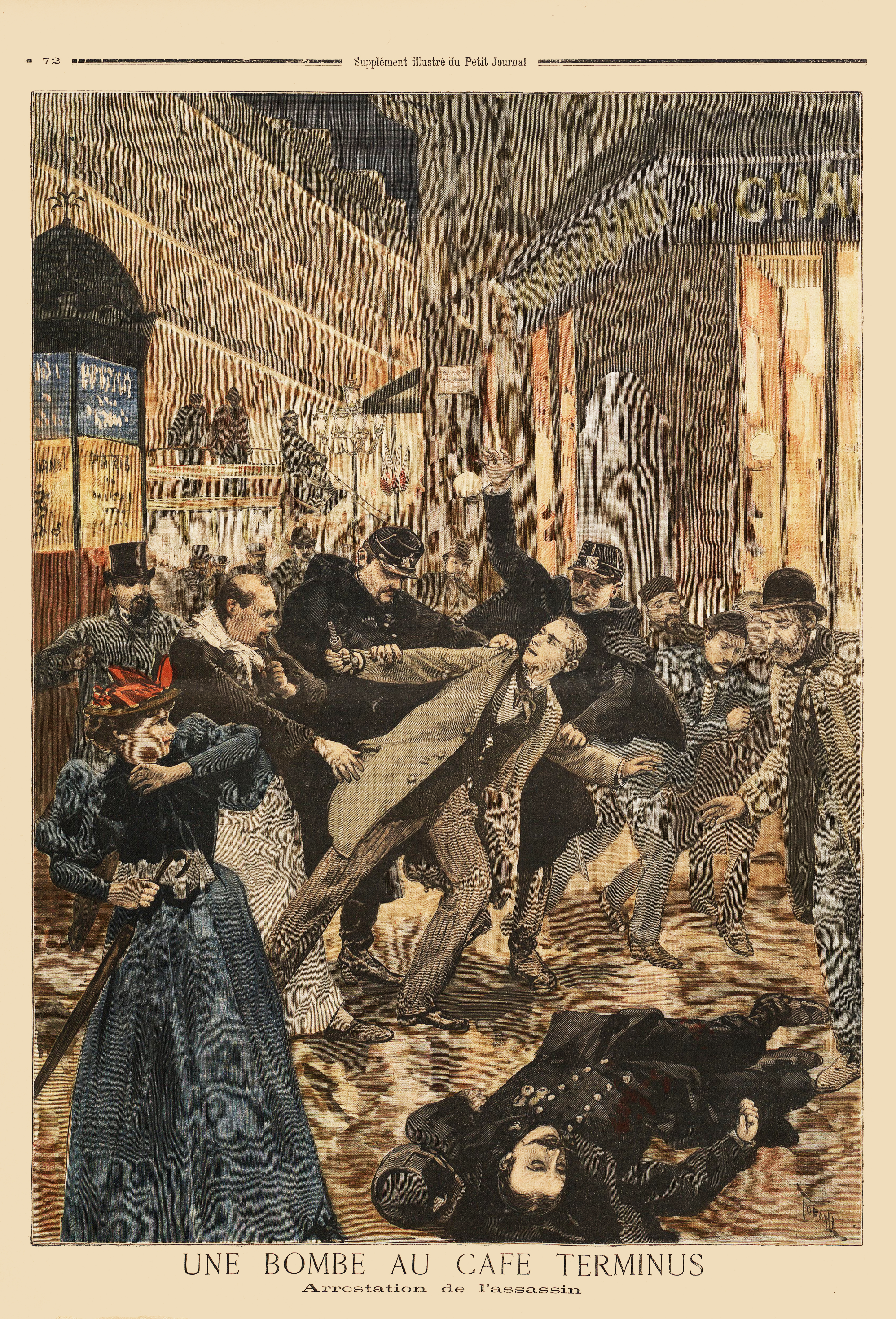
Zeitgenössische Illustration der Festnahme Henrys

Émile Henry war der Sohn eines Kommunarden, der in Abwesenheit zum Tode verurteilt wurde und nach Spanien floh, wo seine zwei Söhne Émile und Fortuné, später ebenfalls Anarchist, geboren wurden. 1882 wurde der Vater amnestiert und kehrte nach Frankreich zurück, wo er an Zo d’Axas Zeitschrift L'Endehors mitarbeitete.
Émile Henry war Stipendiat des Lycée Jean-Baptiste-Say und schrieb dort hochgelobte Texte. Ihm wurde nahegelegt, die École polytechnique zu besuchen, was er mit dem Hinweis, „kein Militär“ sein zu wollen „und nicht auf Arme schießen zu müssen, wie es am 1. Mai 1891 bei Fourmies geschah“ ablehnte.
Am 8. November 1892 legte Henry seine erste Bombe, die das Verwaltungsgebäude der Bergwerksgesellschaft von Carmaux sprengen sollte. Sie wurde vom Hausmeister des Gebäudes entdeckt und zum Polizeikommissariat gebracht, wo sie explodierte und dabei fünf Menschen direkt tötete und einen sechsten einen letalen Herzinfarkt erleiden ließ.
Am 12. Februar 1894, um 21 Uhr, betrat der blonde junge Mann das feine Café Terminus im neu erbauten Luxushotel Hotel Concord in der Nähe des Bahnhofs Saint-Lazare. Henry setzte sich an einen kleinen freien Tisch und zog aus einer Tasche seines Paletot einen kleinen Blechtopf voller Sprengstoff und warf ihn in die Luft. Der Topf stieß an einen Kronleuchter und explodierte, wobei er die gesamten Fenster und einige Marmortische pulverisierte. Etwa 20 Personen waren verletzt, von denen eine später ihren Verletzungen erlag, und es entstand sofort eine Panik. Henry ergriff die Flucht und wurde von einem Polizeibeamten und einem Kellner des Cafés verfolgt, denen sich ein Eisenbahner anschloss. Auf diesen feuerte Henry, verfehlte ihn aber. Ein wenig weiter wurde er von einem Polizisten gestellt, den er ernsthaft verletzte, bevor er aufgab.
Am 27. April 1894 wurde Emile Henry vor Gericht gestellt und zum Tode verurteilt. Auf den Vorwurf des Richters, er habe im Café Terminus Unschuldige getötet, antwortete Henry: „Es gibt keine unschuldigen Bourgeois!“. Und beim Verlassen des Gebäudes rief er: „Genossen, nur Mut! Es lebe die Anarchie!“.
Émile Henry wurde am 21. Mai 1894 mit 21 Jahren vom Scharfrichter Louis Deibler guillotiniert. Maurice Barrès und Georges Clemenceau wohnten der Hinrichtung bei, die beide stark erschüttert vom Schicksal des jungen Mannes waren, obwohl sie wenig Sympathie für den Anarchismus hegten.
Eine große Zuschauermenge bejubelte den Wagen, der die Leiche abtransportierte.
Eine anarchistische Gruppe im Québec trägt Henrys Namen.

### Französische Literatur
- Walter Badier: Emile Henry, de la Propagande par le Fait au terrorisme anarchiste, Editions libertaires, 2007.
- Emile Henry: Coup pour coup. Vorwort von André Laude. Table Rase, 1977 (ISBN 2-901376-18-5).
- André Salmon, La Terreur noire: chronique de l'action anarchiste, Jean-Jacques Pauvert, 1959.
- Robert Maggiori, Coup pour coup ? Une grande figure de l'anarchisme: Emile Henry, Libération, 7. März 1977.
- Daniel Guérin, Ni dieu ni maître. Anthologie de l'anarchisme, tome 2. Rééd. La Découverte & Syros, 1999.